# Keltafideck
Keltafideck (auch: Keltadet, Keltafi Deck, Kel Tafidet) ist ein Dorf im Arrondissement Zinder III der Stadt Zinder in Niger.

## Geographie
Das von einem traditionellen Ortsvorsteher (chef traditionnel) geleitete Dorf befindet sich nördlich des Stadtzentrums im ländlichen Gemeindegebiet von Zinder, der Hauptstadt der gleichnamigen Region Zinder. Zu den Nachbardörfern von Keltafideck zählen Kaouboul im Norden, Madatey im Südosten und Guiyayi im Westen.
Wie im gesamten Gemeindegebiet von Zinder herrscht das Klima der Sahelzone vor, mit einer durchschnittlichen jährlichen Niederschlagsmenge zwischen 300 und 400 mm.

## Bevölkerung
Bei der Volkszählung 2012 hatte Keltafideck 436 Einwohner, die in 74 Haushalten lebten. Bei der Volkszählung 2001 betrug die Einwohnerzahl 217 in 37 Haushalten und bei der Volkszählung 1988 belief sich die Einwohnerzahl auf 198 in 26 Haushalten.

## Wirtschaft und Infrastruktur
Es gibt eine Schule im Dorf.